# Josip Galovac
Josip Galovac, hrvatski gospodarski i politički dužnosnik iz Osijeka.
Obnašao dužnost predsjednika Trgovačko-industrijske komore u Osijeku. HSS-ova Gospodarska sloga miješala su u poslove djelokruga komore zbog čega je izbio sukob, poslije čega je predao ostavku na predsjedničku dužnost. 
Prvi osječki ratni gradonačelnik u NDH, a na dužnosti ga je naslijedio Ivan Movrin.